# Dystasia pygmaeola
Dystasia pygmaeola es una especie de escarabajo longicornio del género Dystasia, familia Cerambycidae. Fue descrita científicamente por Breuning en 1938.
Habita en India. Los machos y las hembras miden aproximadamente 4,5 mm.